# Batocera strandi
Batocera strandi är en skalbaggsart som beskrevs av Stefan von Breuning 1954. Batocera strandi ingår i släktet Batocera och familjen långhorningar.
Artens utbredningsområde är Sulawesi. Inga underarter finns listade.